# Principauté de Wy
La principauté de Wy (en anglais Principality of Wy) est une micronation située à Mosman, dans la banlieue de Sydney, en Australie. Fondée en 2004 en réponse à un long conflit avec le conseil local, le prince, le peintre Paul Delprat (en), en fait une "principauté d'artistes", le site Internet comprend de nombreuses œuvres d'artistes liés à la principauté.

## Histoire
En 1993, la famille Delprat élève une voie privée le long de la bordure de leur terrain dans la réserve de Wyargine sans la soumettre à une autorisation. Onze ans plus tard, le différend n'est pas réglé. Le 13 novembre 2004, la famille organise une cérémonie durant la réunion du conseil municipal à la mairie pour annoncer la sécession. En tenue d'apparat, représentant la principauté, le prince de Wy fait une déclaration d'indépendance au maire de Mosman. Le 13 novembre devient le "Wy Day".
Depuis sa naissance, la micronation a fait l'objet de reportages de médias locaux et internationaux tels que Sky News, The Daily Telegraph UK, The Sydney Morning Herald, The Daily Telegraph (Australia), The National (Abou Dabi) ou le Kuwait Times.
En raison de l'intérêt médiatique, Prince Paul est invité en 2010 par Judy Lattas, du département de sociologie de l'université Macquarie pour un séminaire sur les micronations sur l'île de Dangar (en). Il remercie la communauté australienne pour sa tolérance envers différents points de vue.

## Géographie
La principauté située à Mosman déclare 700 m2 comme territoire. Une ambassade de la principauté se trouve dans le quartier de Georges Heights (en).
L'activité de la principauté est l'organisation d'expositions d'artistes et la vente de peintures et de sculptures.

## Mécénat
La principauté de Wy est un mécène actif des arts, parrainant même un prix d'artistique, le Archy Wyld Art Award. Le prince Paul est régulièrement invité à faire des inauguration d'expositions,, et à donner des conférences. Des expositions, d'abord privées au sein du territoire de la principauté, puis publiques dans le quartier Georges Heights, sont organisées pour présenter les œuvres d'artistes nouveaux et émergents.

## Culture
- Le chanteur Doc Neeson (en) a composé plusieurs chansons sur la principauté[18].
- Un personnage secondaire du manga Hetalia s'appelle d'après la Principauté de Wy. Dessinée comme une jeune fille tenant souvent un pinceau et une palette, sa personnalité et ses centres d'intérêt reprennent la philosophie artistique de la principauté[19],[20].

## Registre commercial
Le 21 février 2011, le registre américain des marques enregistre le nom de "PRINCIPALITY OF WY". En septembre 2010, une demande similaire avait été faite en Australie pour "Prince Paul". Cette demande est acceptée le 6 janvier 2011 et officialisée le 2 juin 2011 avec comme identifiant le N°1381350 (Principality of Wy), devenant ainsi une marque déposée et protégée.